# 9737 Dudarova
9737 Dudarova è un asteroide della fascia principale. Scoperto nel 1986, presenta un'orbita caratterizzata da un semiasse maggiore pari a 2,4583241 UA e da un'eccentricità di 0,1777616, inclinata di 11,33425° rispetto all'eclittica.